# Sugito (Saitama)
Sugito (杉戸町 Sugito-machi?) es un pueblo en la prefectura de Saitama, Japón, localizado en el centro-este de la isla de Honshū, en la región de Kantō. El 1 de marzo de 2021 tenía una población estimada de 43 755 habitantes y una densidad de población de 1457 personas por km².

## Geografía
Sugito está localizado en el este de la prefectura de Saitama, en el medio de la llanura de Kantō, con una altitud promedio de 15 metros sobre el nivel del mar. El río Edo atraviesa la ciudad. Limita con las ciudades de Kasukabe, Kuki, Koshigaya y el pueblo de Miyashiro en Saitama, y con Noda en la prefectura de Chiba.

## Historia
Sugito-shuku se desarrolló como una estación en el Ōshū Kaidō y el Nikkō Kaidō desde el período Kamakura hasta el período Edo.
El pueblo de Sugito se creó dentro del distrito de Kitakatsushika el 1 de abril de 1889. En febrero de 1955 se expandió anexando las villas vecinas de Tamiya, Takano y Teigo.

## Economía
La economía de Sugito es principalmente agrícola, con arroz, pepinos, berenjenas, cebolla, col china y trigo entre los principales cultivos.

## Demografía
Según los datos del censo japonés, la población de Sugito ha crecido en los últimos 50 años.
| Gráfica de evolución demográfica de Sugito entre 1960 y 2015 |
|                                                              |
| Oficina de Estadística de Japón                              |